# Okręg wyborczy nr 4 do Sejmu Polskiej Rzeczypospolitej Ludowej (1989–1991)
Okręg wyborczy nr 4 do Sejmu Polskiej Rzeczypospolitej Ludowej (1989–1991) obejmował Warszawę-Wolę oraz gminy Błonie, Czosnów, Kampinos, Leoncin, Leszno, Łomianki, Ożarów Mazowiecki, Stare Babice i Tułowice (województwo stołeczne warszawskie). W ówczesnym kształcie został utworzony w 1989. Wybieranych było w nim 5 posłów w systemie większościowym.
Siedzibą okręgowej komisji wyborczej była Warszawa-Wola.

## Wybory parlamentarne 1989

### Mandat nr 12 –Polska Zjednoczona Partia Robotnicza
| Kandydat | I tura | I tura | II tura | II tura |
| Kandydat | Głosów | %      | Głosów  | %       |
| --- | ------ | ------ | ------- | ------- |
| Janusz Kubasiewicz                                                                                             | 33 230 | 21,70  | 25 211  | 36,17   |
| Jan Wróbel | 15 930 | 10,40  | 37 463  | 53,75   |
| Tomasz Pieczyński                                                                                              | 11 182 | 7,30   | —       | —       |
| Liczba głosów ważnych: 153 131 (I tura) • 69 703 (II tura) Źródło: Państwowa Komisja Wyborcza I tura i II tura |        |        |         |         |

### Mandat nr 13 –Polska Zjednoczona Partia Robotnicza
| Kandydat | I tura | I tura | II tura | II tura |
| Kandydat | Głosów | %      | Głosów  | %       |
| --- | ------ | ------ | ------- | ------- |
| Wawrzyniec Dominiak                                                                                            | 12 431 | 8,41   | 28 268  | 40,77   |
| Marian Ciechoński                                                                                              | 12 411 | 8,40   | 27 934  | 40,27   |
| Marek Modrzejewski                                                                                             | 11 332 | 7,67   | —       | —       |
| Ireneusz Szrajner                                                                                              | 11 020 | 7,46   | —       | —       |
| Kazimierz Ratajczyk                                                                                            | 8719   | 5,90   | —       | —       |
| Liczba głosów ważnych: 147 806 (I tura) • 69 339 (II tura) Źródło: Państwowa Komisja Wyborcza I tura i II tura |        |        |         |         |

### Mandat nr 14 – bezpartyjny
| Kandydat                                                          | Głosów  | %     |
| ----------------------------------------------------------------- | ------- | ----- |
| Jacek Ambroziak                                                   | 123 642 | 79,37 |
| Jerzy Wojtysiak                                                   | 12 535  | 8,05  |
| Janusz Orsik                                                      | 11 585  | 7,44  |
| Liczba głosów ważnych: 155 788 Źródło: Państwowa Komisja Wyborcza |         |       |

### Mandat nr 15 – bezpartyjny
| Kandydat                                                          | Głosów  | %     |
| ----------------------------------------------------------------- | ------- | ----- |
| Jerzy Dyner                                                       | 109 866 | 74,78 |
| Andrzej Kaczmarek                                                 | 11 716  | 7,97  |
| Alicja Milewska-Korbasińska                                       | 6991    | 4,76  |
| Andrzej Tymowski                                                  | 6818    | 4,64  |
| Krzysztof Piesiewicz                                              | 3207    | 2,18  |
| Henryk Makowski                                                   | 1357    | 0,92  |
| Jerzy Sablik                                                      | 807     | 0,55  |
| Liczba głosów ważnych: 146 929 Źródło: Państwowa Komisja Wyborcza |         |       |

### Mandat nr 427 –Unia Chrześcijańsko-Społeczna
| Kandydat                                                         | Głosów | %     |
| ---------------------------------------------------------------- | ------ | ----- |
| Krzysztof Bielecki                                               | 31 932 | 46,29 |
| Józef Kliś                                                       | 20 555 | 29,80 |
| Liczba głosów ważnych: 68 978 Źródło: Państwowa Komisja Wyborcza |        |       |